# Hans Egede Land
Hans Egede Land ist eine grönländische Region im Nordost-Grönland-Nationalpark.

## Geografie
Hans Egede Land liegt im Osten Peary Lands im äußersten Norden Grönlands. Nördlich liegt der Frederick E. Hyde Fjord und östlich der G. B. Schley Fjord. Die südliche Grenze wird durch den Spøttrup Elv gebildet, die westliche durch den Esrum Elv. Zentral in Hans Egede Land liegt der Berg Dannebrogstinde. Die Nordspitze trägt den Namen Kap John Flagler.

## Geschichte
Während der Jubiläumsexpedition von 1920 bis 1923 benannte Lauge Koch das dortige Berggebiet zu Ehren von Hans Egede Hans Egede Bjerge. Wegen der unklaren Abgrenzung der Bergregion ging er ab 1938 auf die Bezeichnung Hans Egede Land über.